# Janowo (powiat myśliborski)
Janowo – osada w Polsce położona w województwie zachodniopomorskim, w powiecie myśliborskim, w gminie Barlinek.
W latach 1975–1998 miejscowość administracyjnie należała do województwa gorzowskiego.
W miejscowości zachowany pałac i zabudowania folwarku, przy pałacu park o powierzchni 1,5 hektara.